# El huésped (película)
El huésped es una película chilena del año 2005. Dirigida por Coke Hidalgo, protagonizada por Jaime Vadell, Erto Pantoja, Guido Vecchiola e Íñigo Urrutia.

## Sinopsis
Cinco internos de medicina en un enorme y viejo hospital público deben enfrentarse a todos sus miedos al ser acosados por una criatura oculta en los pasillos del edificio. Primera película de ciencia ficción terror creada en Chile, con un innovador sistema de sonido creado por el Ingeniero y Perito Criminalístico en Sonido y Audiovisuales Cristian Barrios Oyarzún y el comunicador Audiovisual y Artista Visual Sebastian Tomic Hume, procesando audio de forma holofónica en 6.1 canales de audio discreto. Sistema similar al utilizado por Hugo Zuccarelli pero a una escala multicanal, este sistema es llamado SE7, resultando un mayor impacto en la audiencia y logrando transmitir sensación miedo usando infra sonidos en el soundtrack (frecuencias inferiores a 20Hz) en el canal .1. Este sistema fue procesado junto a Dolby Laboratories.

## Reparto
- Jaime Vadell
- Erto Pantoja
- Guido Vecchiola
- Íñigo Urrutia
- Claudio Espinoza
- Loreto Valenzuela
- Natalie Soublette
- Marcela Espinoza